# 山梨県薬剤師会
一般社団法人山梨県薬剤師会（いっぱんしゃだんほうじんやまなしけんやくざいしかい、英称: Yamanashi Pharmaceutical Association）は、山梨県の薬剤師を会員とする一般社団法人。

## 本部所在地
〒400-0027 山梨県甲府市富士見1-2-4

## 郡市薬剤師会
- 甲府市薬剤師会
- 富士五湖薬剤師会
- 中巨摩東薬剤師会
- 南アルプス市薬剤師会
- 峡南薬剤師会
- 笛吹市薬剤師会
- 大月市薬剤師会
- 峡北薬剤師会
- 東部薬剤師会